# The Forgotten Tales
The Forgotten Tales är Blind Guardians sjätte album. Det släpptes 1996 och är ett mer experimentalbum, med covers och akustiska låtar.

## Låtlista
1. "Mr. Sandman" - 2:09 (The Chordettes-cover)
2. "Surfin' USA" - 2:23 (The Beach Boys-cover)
3. "Bright Eyes" - 4:20 (akustisk version)
4. "Lord of the Rings" - 3:55 (orkestrerad version)
5. "The Wizard" - 3:16 (Uriah Heep-cover)
6. "Spread Your Wings" - 4:14 (Queen-cover)
7. "Mordred's Song" - 5:16 (akustisk version)
8. "Black Chamber" - 1:15 (orkestrerad version)
9. "The Bard's Song" - 4:11 (liveversion)
10. "Barbara Ann/Long Tall Sally" - 1:43 (The Regents/Little Richard-covers)
11. "A Past and Future Secret" - 3:47
12. "To France" - 4:40 (Mike Oldfield-cover)
13. "Theatre of Pain" - 4:15 (orkestrerad version)